# Draba arauquensis
Draba arauquensis là một loài thực vật có hoa trong họ Cải. Loài này được Santana mô tả khoa học đầu tiên năm 1995.